# الشبوة (فرع العدين)

تعديل مصدري - تعديل

الشبوة محلة تابعة لقرية الاوطاف، التابعة لعزلة العاقبة بمديرية فرع العدين إحدى مديريات محافظة إب في الجمهورية اليمنية، بلغ تعداد سكانها 30 حسب تعداد اليمن لعام 2004.